# Rabito
Juan Carlos Fernández (Buenos Aires, Argentina; 23 de diciembre de 1950), más conocido como por su nombre artístico Rabito, es un cantante, compositor de música cristiana, y también predicador de origen argentino. Sus comienzos en la música fueron como baterista de bandas de rock como Los Hampones y Los Tíos Queridos. Su primera composición «Estrechándome», fue un gran éxito. «Abrazándome», «Amor no me abandones» y «Yo el idiota», fueron algunos de los temas que el cantante popularizó en la década de los setenta.
En la edición de 2002 de los Premios Grammy Latinos, recibió una nominación como Mejor álbum cristiano por Viva la vida.

## Carrera musical

### Inicios
Siendo muy joven, fue integrante de las bandas argentinas de rock Los Hampones y Los Tíos Queridos, donde fungió como baterista. Su primera producción fue para RCA Victor (B.M.G) y aunque no era el tipo de música que le agradaba, (ya que prefería el rock), el disco fue un éxito. Al poco tiempo el productor se retiró de la compañía, y el grupo se disolvió.
Como compositor, compuso su primera canción que se llamó «Estrechándome», y un amigo la presentó al sello discográfico E.M.I Capitol, de esta manera le dieron una oportunidad y grabó la canción para que fuera lanzada al mercado algunos meses más adelante.
Como había un contrato pendiente para tocar con otro grupo, al finalizar la grabación partió para España a cumplirlo. Luego de 7 meses, encontrándose en Madrid, recibió la noticia que su canción había comenzado a subir muy rápidamente a los primeros puestos de ventas y su popularidad cada día era más grande, por lo tanto, debía regresar a representar al artista que había inventado, "Rabito". Allí comienza su carrera como cantautor y productor, cada nueva canción rápidamente llegaba a los primeros lugares de ventas.
Sus primeros álbumes se publicarían bajo el sello London Records con el nombre de Rabito. Estos serían Amarte, Amarte una vez más (1973), Rabito (1974) y Melodías (1976). En ese tiempo, también se lanzaron canciones de su interpretación y composición bajo el nombre de "Conejo".

### Conversión al cristianismo (1981)
Al regreso de una gira por Ecuador, Colombia y Venezuela, un amigo que también fue su músico tiempo atrás, le comentó que su padre había sanado de cáncer por una oración de fe en el nombre de Cristo y esto es lo que provoca ese cambio en su vida. Al poco tiempo, decide junto a su esposa Beatriz y sus tres hijos caminar en el cristianismo con una nueva forma de vivir.
En esa etapa, logró producir y lanzar múltiples producciones, siendo estas Bajo la luz de Dios, Pueblo de Dios, Sinceridad, Creciendo día a día, distribuidas posteriormente por Fonovisa Records en el año 1999. Dos años después, editaría una producción totalmente inédita titulada Viva la vida. Este álbum sería nominado a los Premios Grammy Latinos de 2002 como "Mejor álbum cristiano". También fue nominado en los Premios De La Gente del 2002 como "Solista o dúo cristiano del año", ganando dicho premio. Más tarde, lanzaría su álbum Mensajero del amor, distribuido por Fonovisa y Univisión.
En 2011, llegaría Música Nueva en el Barrio, con excelentes composiciones y una gran diversidad de ritmos y fusiones como R&B, balada, vallenato, pop, bachata, mariachi y rap, entre otros. Después de 10 años de ausencia en los estudios de grabación, en 2021 lanza un sencillo titulado «Oigan».

## Discografía
- 1973: Amarte, Amarte Una Vez Mas
- 1974: Rabito
- 1976: Melodías
- 1983: Pueblo de Dios
- 1985: Creciendo Día a Día
- 1990: Bajo la Luz de Dios
- 1999: Sinceridad
- 2001: Viva la Vida
- 2004: Mensajero de Amor
- 2011: Música Nueva en el Barrio

## Premios y reconocimientos
En septiembre de 2002, recibió una nominación en los Grammy Latinos entregados en Los Angeles en el Kodak Amphiteatre por su producción Viva la vida.
En los Premios AMCL, Rabito posee varias apariciones importantes, como "Artista del año" y "Álbum del año" por Pueblo de Dios en 1983, "Vocalista masculino del año" en 1983, 1984 y en 2001, "Compositor del año" en 1985, "Álbum de cantautor del año" en 2000 por Sinceridad, en 2001 por Viva la vida y en 2011 por Música Nueva en el Barrio, y el premio especial como "Personaje del año" en 2012.